# سامسارا (لعبة فيديو)
سامسارا (بالإنجليزية: Samsara)‏، هي لعبة فيديو فردية، والتي طوره ونشره شركة ماركر ليمتد النيوزلندية، صدرت اللعبة يوم 6 فبراير 2018، وتعمل على منصات مايكروسوفت ويندوز، ماك أو إس، إكس بوكس ون، آي أو إس وأندرويد.

## الموقع الخارجي
- الموقع الرسمي
 (الإنكليزية)